# Michel Gourdon
Pour les articles homonymes, voir Gourdon.
Michel Gourdon est un illustrateur français, né à Bordeaux le 20 novembre 1925 et mort le 15 mars 2011 au Coudray (Eure-et-Loir). Il est connu pour ses couvertures de roman des éditions Fleuve noir. Il est le frère de l’illustrateur Aslan.

## Biographie
Michel Gourdon étudie à l’École des beaux-arts de Bordeaux, de 1941 à 1945.
Il monte à Paris en 1946. Il y fait du dessin animé, puis du dessin industriel. Parallèlement, il collabore à Nous Deux, à Paris-Flirt, aux Éditions Mondiales, aux éditions Ferenczi. Il réalise les dessins de couverture d’un magazine de vulgarisation scientifique.

### La période Fleuve Noir
En 1949, lorsque Armand de Caro, André de Caro, Robert Bonhomme et Guy Krill, lancent les éditions Fleuve noir, ils commandent à Michel Gourdon les couvertures de leurs livres. Michel Gourdon illustre les collections Angoisse, Aventurier, Espionnage, Feu, Spécial police, Grands Romans et Présence des femmes, avec une prédilection pour Angoisse. Seule la collection Anticipation est laissée à Brantonne. C’est Michel Gourdon qui, pendant les vingt premières années, illustre les couvertures des romans de la série San-Antonio. Pour donner un visage au héros de Frédéric Dard, il s’inspire, sur certaines couvertures, du comédien Gérard Barray. Durant les années 1960, il dessine parfois jusqu’à vingt couvertures par mois.
Dessinateur en vogue, il travaille en outre pour la publicité, la presse (Radar) et réalise quelques affiches de cinéma — la plus célèbre étant celle de La Vache et le Prisonnier.
Il excelle dans la peinture des personnages féminins. Aussi, en 1963, est-il contacté pour dessiner des pin-ups dans Lui, un magazine érotique qui va voir le jour. Débordé de travail, il refuse l’offre, et recommande son jeune frère Alain — le dessinateur Aslan —, qui devient célèbre grâce à cette collaboration.
Michel Gourdon réalise trois mille cinq cents illustrations pour les éditions Fleuve Noir. Une seule est refusée : le décolleté d’une fille soldat y est jugé trop profond.
Mais les éditions Fleuve Noir cherchent à rester au goût du jour, testent de nouveaux styles de couverture, et ne vont pas tarder à préférer la photographie au dessin. En 1970, Michel Gourdon cesse de dessiner les couvertures de la série San-Antonio : la dernière est celle de Ça mange pas de pain. En 1978, sa collaboration avec les éditions Fleuve Noir prend fin.

### L’après Fleuve Noir
À 52 ans, Michel Gourdon reprend la tournée des agences pour placer ses illustrations. Il travaille dans la publicité (notamment avec Jacques Séguéla et l’agence Bongrand), la presse (Télé 7 jours, Télé Star, Actuel), et produit bien sûr du dessin érotique. Il réalise de nombreuses couvertures de romans sentimentaux aux éditions Tallandier (collection Floralies notamment), pour la collection Aventures et Passions et les romans de Guy des Cars aux éditions J'ai lu ainsi que pour la collection Passion et Turquoise des Presses de la Cité,. Il signe les huit couvertures très sanglantes de l'éphémère collection Maniac (1988), aux éditions Patrick Siry, créées par Marie-Christine de Caro et Patrick Siry. En 1989, il signe des couvertures pour Bédéadult.
Il prend sa retraite à 72 ans. Lui qui dessinait ses couvertures à la gouache s’adonne alors à la peinture à l'huile et aux sanguines.

## Postérité
Créée en 2011 à Puteaux, par Patrick Bernard et Marie-Christine de Caro, l’Association Les Amis de Michel Gourdon s’est donné pour objectif de mieux faire connaître l’œuvre de cet artiste.
Elle a publié, en novembre 2012, le livre Regard sur un illustrateur - Michel Gourdon et en septembre 2015 le livre Les Espionnage de Michel Gourdon, consacré aux couvertures de Gourdon pour la collection « Espionnage » du Fleuve Noir entre 1950 et 1978. En novembre 2020, Les Angoisse de Michel Gourdon, entre 1954 et 1974, La page retrouvée, à la suite d'un concours d’écriture, en juillet 2022.
En juillet 2012, la commune de Thiron-Gardais (Eure-et-Loir) a rendu hommage à Michel Gourdon et à son frère Alain (Aslan) en donnant leurs noms à sa médiathèque.

## Recueils d'illustrations
- Noir, texte de François Rivière, Paris, Publicness, 1984, 94 p.[12]
- Génération érotique 1 et 2, portfolios de dessins érotiques, JML productions, 2001 (tirés à 400 exemplaires)
- Michel Gourdon : regards sur un illustrateur, Puteaux, Association des amis de Michel Gourdon, 2012, 168 p. (tiré à 200 exemplaires)
- Les « Espionnage » de Michel Gourdon au Fleuve noir, Puteaux, Association des amis de Michel Gourdon, 2015, 237 p. (tiré à 300 exemplaires)
- Les « Angoisse » de Michel Gourdon au Fleuve noir, Puteaux, Association des amis de Michel Gourdon, 2020, 214 p. (tiré à 300 exemplaires)
- Michel Gourdon : les XXV premiers cartons, Puteaux, Association des amis de Michel Gourdon, 2022, 288 p.